# EOQ
EOQ (ang. Economic Order Quantity, Metoda Ekonomicznej Wielkości Zamówienia) – metoda zarządzania zapasami w łańcuchu dostaw. Metoda ta definiuje optymalną wartość (ilość) do zamówienia tak aby zminimalizować koszty zmienne. Metoda ta została stworzona przez P. Harrisa, jednakże kojarzona jest głównie z R.H. Willsonem.

## Założenia metody
1. Miesięczny lub roczny popyt dla zamawianego produktu jest znany oraz przewidywalny.
2. Dostawa produktu następuje w bardzo krótkim czasie po jego zamówieniu.
3. Koszt jednostkowego zamówienia jest stały.

Należy zauważyć, że przewidywany nie oznacza stały. Np. funkcja sinus jest funkcja przewidywaną, lecz nie jest stałą.

## Zmienne do obliczania funkcji i matematyczna reprezentacja
- {\displaystyle Q^{*}} = optymalna wielkość zamówienia
- {\displaystyle Q} = wielkość zamówienia
- {\displaystyle C} = koszt zamówienia produktu
- {\displaystyle R} = miesięczny lub roczny popyt na produkt
- {\displaystyle P} = koszt zakupy jednostki
- {\displaystyle F} = współczynnik przechowywania (magazynowania) produktu; ułamek kosztu zakupu jednostki przeznaczony na magazynowanie (zazwyczaj 10–15%)
- {\displaystyle H} = koszt magazynowania jednostki przez miesiąc lub rok {\displaystyle (H=PF)}

Wzór na EOQ:
Koszt całkowity = koszt zakupu + koszt zamówienia + koszt przechowywania (magazynowania), co opisuje poniżej:
{\displaystyle TC(Q)=PR+{\frac {CR}{Q}}+{\frac {PFQ}{2}}.}
Różniczkując obie strony równania ustalając wynik równy 0
{\displaystyle {\frac {dTC(Q)}{dQ}}={\frac {d}{dQ}}\left(PR+{\frac {CR}{Q}}+{\frac {PFQ}{2}}\right)=0.}
Wynik różniczkowania:
{\displaystyle {\frac {PF}{2}}-{\frac {CR}{Q^{2}}}=0.}
Rozwiązując Q:
{\displaystyle {\frac {PF}{2}}={\frac {CR}{Q^{2}}}}
{\displaystyle Q^{2}={\frac {2CR}{PF}}}
{\displaystyle Q^{*}={\sqrt {\frac {2CR}{PF}}}={\sqrt {\frac {2CR}{H}}}.}
Gwiazdka oznacz (*) optymalną ilość zamówienia.
Referencje:
- Harris F.W., Operations Cost (Factory Management Series), Chicago: Shaw (1915).